# Liga Dominicana de Béisbol 1955-56
La temporada 1955-1956 de la Liga Dominicana de Béisbol fue la 5.º edición de este campeonato. La temporada regular comenzó el 23 de octubre de 1955 y finalizó en diciembre de 1955. La Serie Semifinal efectuada entre las Águilas Cibaeñas y los Tigres del Licey inició y terminó en enero de 1956, resultando ganadoras las Águilas Cibaeñas 2-0 en una serie pactada a 3 partidos. La Serie Final comenzó a finales del mismo mes concluyendo el 5 de febrero de 1956 cuando los Leones del Escogido se coronaron campeones de la liga sobre los Águilas Cibaeñas.